# Umwelthauptstadt Europas
Der Titel Umwelthauptstadt Europas oder Grüne Hauptstadt Europas wird jährlich von der Europäischen Kommission an eine Stadt in Europa verliehen, der es in besonderer Weise gelungen ist, Umweltschutz und wirtschaftliches Wachstum zu einer hervorragenden Lebensqualität ihrer Einwohner zu verbinden.
Die Auszeichnung als Europäische Grüne Hauptstadt (englisch European Green Capital Award) soll Städte dazu anspornen, anderen europäischen Städten ein Beispiel zu setzen und bewährte Praktiken zu fördern.
Gegen andere Konkurrenten setzten sich die ersten beiden Titelträger Stockholm (2010) und Hamburg (2011) durch, die aufgrund ihrer Initiativen zur Verbesserung der städtischen Lebensbedingungen (Maßnahmen zur Bewältigung der Luftverschmutzung, des Problems der Verkehrsstaus und der Treibhausgasemissionen) als Vorbilder gewählt wurden.

## Entstehung
Die Initiative zu diesem Titel ging von verschiedenen europäischen Städten mit grüner Vision und dem ehemaligen Bürgermeister der estländischen Hauptstadt Tallinn, Jüri Ratas, aus. Das Konzept wurde bei einer Tagung vorgestellt, die von Ratas am 15. Mai 2006 in Tallinn anberaumt wurde, damit 15 europäische Städte und die Vereinigung estnischer Städte eine Vereinbarung zur Verleihung eines solchen Umwelttitels unterzeichnen. Ratas formulierte 2006 seine Überzeugung, dass ein grünes und nachhaltiges Europa essentiell sei für die Verbesserung der Gesundheit und Lebensqualität der Bürger. Seitdem sind der Initiative mehr als 40 Städte beigetreten, die nun in konstruktiver Weise als gegenseitige Rollenvorbilder um den Titel konkurrieren sollen.

## Voraussetzungen
Alle Städte mit mehr als 100.000 Einwohnern in einem der 27 Mitgliedstaaten der Europäischen Union, als auch den Bewerberländern zum Beitritt in die Europäische Union und den Ländern des Europäischen Wirtschaftsraumes, können sich um den Titel, der für ein Jahr vergeben wird, bewerben.
Die Bewerberstädte werden anhand verschiedener Umweltkriterien überprüft. Zu den Kriterien zählen beispielsweise der Schutz von Natur und biologischer Vielfalt, der Verkehr, die Luft- und Wasserqualität, die vorhandenen Initiativen zur Bekämpfung des Klimawandels oder die Abfallerzeugung und -bewirtschaftung. Die Städte sollen sich durch ein hohes Umweltschutzniveau auszeichnen und dauerhaft ehrgeizige Umweltziele und Verbesserung sowie eine nachhaltige Entwicklung anstreben.
Der Titel wird von einer Jury vergeben, die sich unter anderem aus Vertretern der Europäischen Kommission, der Europäischen Umweltagentur und maßgeblicher europäischer und internationaler Umweltorganisationen zusammensetzt.

## Titelträger
In einem zweistufigen Verfahren werden aus den Bewerbern die jeweiligen Städte gekürt:
- Im Februar 2009 wurde der Titel erstmals an Stockholm (Schweden) für 2010 und an Hamburg (Deutschland) für 2011 vergeben.
- Im Oktober 2010 wurden der Titel für 2012 an Vitoria-Gasteiz (Spanien) und für 2013 an Nantes (Frankreich) vergeben.
- Im Juni 2012 wurde der Titel für 2014 an Kopenhagen (Dänemark) und für 2015 an Bristol (England) vergeben.
- Im Juni 2015 wurde der Titel für 2016 an Ljubljana (Slowenien) und für 2017 an Essen (Deutschland) vergeben.[3]
- Im Juni 2016 wurde der Titel für 2018 an Nijmegen (Niederlande) vergeben.[4]

### Stockholm 2010
Die schwedische Hauptstadt Stockholm wurde zur ersten Umwelthauptstadt (Miljöhuvudstad) Europas. Der Titel wurde aufgrund der kontinuierlichen Bemühungen der Stadt zur Verbesserung der Umwelt vergeben, die durch Maßnahmen zur Reduzierung der Lärmbelästigung, Verbesserung der Wasserqualität, Senkung der Emissionen und Förderung der Abfallbehandlung die Lebensqualität in Stockholm zu verbessern suchte und bis 2050 ganz auf fossile Brennstoffe verzichten will.
Zwei Projekte unterstützten diese Maßnahmen: Die Verwandlung eines Industriegebietes in ein klimaangepasstes Stadtviertel (Royal Seaport) und die Umwandlung eines Vorortes in einen energieeffizienten Stadtbezirk (Nachhaltiges Järva).

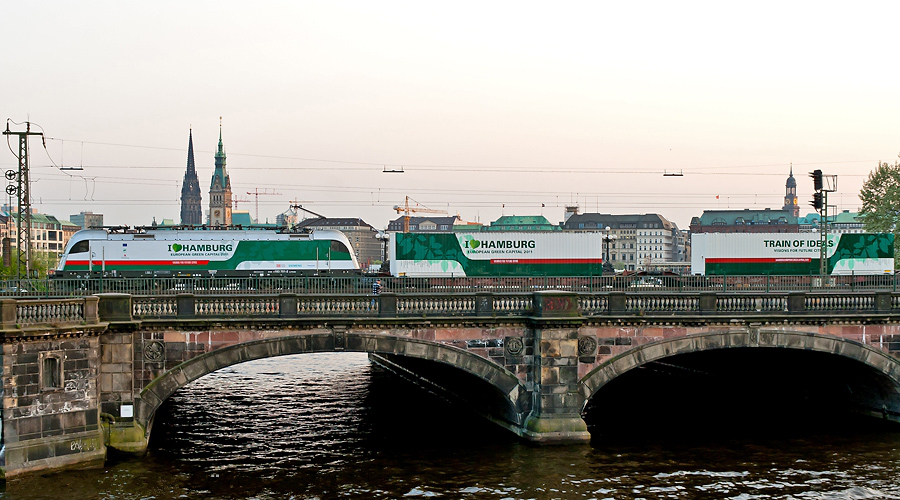
Zug der Ideen in Hamburg auf der Lombardsbrücke.

### Hamburg 2011
Die Vergabe an die Freie und Hansestadt Hamburg begründete die Jury damit, dass der deutsche Stadtstaat „in den vergangenen Jahren große Leistungen erbracht und auf der ganzen Bandbreite exzellente Umweltstandards erreicht (hat). Die Stadt hat sehr ehrgeizige Pläne für die Zukunft, die zusätzliche Verbesserungen versprechen.“ In allen Bewertungskategorien, wie Klimaschutz, Mobilität, Luftqualität, Wasserverbrauch und Flächennutzung, lag Hamburg im oberen Bewertungsbereich und bot zugleich in fast allen Kategorien Spielraum für Verbesserung. Von Seiten der Naturschutzverbände wurde Kritik an dieser sehr positiven Bewertung geübt. Eine Reihe von Verbänden gründeten die Umwelthauptstadt Hamburg Umweltverbände-Initiative UHU, die die Themen der Umwelthauptstadt kritisch beleuchtete. Sie wollte Anspruch und Realität des Städtischen Umwelt- und Naturschutzes in Hamburg gegenüberstellen. Die Naturschutzjugend (NAJU) im NABU Hamburg veranstaltete zur Umwelthauptstadt im September 2011 den Jugendumweltgipfel „Wir machen Stadt“. Hamburg gehört zu den wenigen Metropolen in Deutschland, die im gesamten Stadtgebiet keine Umweltzone eingeführt haben.
Am 15. Dezember 2010 übernahm Hamburg den Titel von Stockholm.
Der Zug der Ideen der Umwelthauptstadt Hamburg verkehrte durch ganz Europa, um die „Visionen für die Städte der Zukunft“ vorzustellen.

### Vitoria-Gasteiz 2012
Am 15. Dezember 2011 wurde der Titel „Europäische Umwelthauptstadt“ von Hamburg an die nordspanische Stadt Vitoria-Gasteiz weitergereicht. Die Auszeichnung wurde in Anerkennung ihrer Bemühungen in den Bereichen Stadtplanung, Grünflächen, Recycling, nachhaltige Mobilität und Wasserverbrauch verliehen. Besondere Resonanz hatte das Projekt eines „Grünen Gürtels“ gefunden, welcher einen grünen Ring um das Stadtzentrum bildet. So haben alle Einwohner im Umkreis von maximal 300 Metern um ihre Wohnung Zugang zu öffentlichen Grünanlagen.

### Nantes 2013
Für 2013 wurde Nantes mit dem Titel ausgezeichnet. Die sechstgrößte Stadt Frankreichs habe sich in den vergangenen zehn Jahren stark für eine nachhaltige urbane Entwicklung engagiert, heißt es in der Begründung der EU-Kommission. So seien zur Reduktion des Autoverkehrs eine elektrische Straßenbahn eingeführt und das Radwegenetz ausgebaut worden. Ihre CO2-Emissionen habe die Stadt senken können.

### Kopenhagen 2014
2014 war Kopenhagen Europas Umwelthauptstadt. Die Kopenhagener seien sehr gut darin, ihr Auto in der Garage zu lassen und stattdessen aufs Rad zu steigen, hieß es zur Begründung. Sie könnten im sauberen Wasser des Hafens schwimmen und Kopenhagen hatte einen grünen Bericht veröffentlicht, in dem sich beeindruckend zeige, wie stark die CO2-Emissionen verringert wurden.

### Bristol 2015
2015 trug Bristol den Titel.

### Ljubljana 2016
2016 war Ljubljana Europas Umwelthauptstadt.

### Essen 2017
2017 war Essen grüne Hauptstadt Europas. In der Begründung wurden unter anderem die Vorbildrolle für viele Städte im Strukturwandel und die Bedeutung von Essen innerhalb der Metropole Ruhr hervorgehoben. Der ganzheitliche Ansatz der Bewerbung habe die Jury beeindruckt. Die Lösungsvorstellungen für die Zukunft einer „lebenswerten Stadt“ unter Berücksichtigung der Auswirkungen des Strukturwandels von einer Kohle- und Stahlstadt „zur grünsten Stadt“ in Nordrhein-Westfalen wurden herausgestellt.

### Nijmegen 2018
2018 war Nijmegen grüne Hauptstadt Europas.

### Oslo 2019
2019 war Oslo Grüne Hauptstadt Europas.

### Lissabon 2020
2020 war Lissabon Grüne Hauptstadt Europas.

### Lahti 2021
2021 war Lahti Grüne Hauptstadt Europas.

### Grenoble 2022
Unter 18 Bewerbungen wurde im Oktober 2020 die französische Stadt Grenoble ausgewählt. Die seit 2015 gleichzeitig vergebene Auszeichnung „Grünes Blatt Europas“, die europäischen Gemeinden und Städten mit einer Einwohnerzahl zwischen 20.000 und 100.000 Personen offensteht, teilen sich für das Jahr 2021 Gabrowo (Bulgarien) und Lappeenranta (Finnland).

### Tallinn 2023
2023 war Tallinn Grüne Hauptstadt Europas.

### Valencia 2024
2024 war Valencia Grüne Hauptstadt Europas.

### Vilnius 2025
2025 trägt Vilnius den Titel Grüne Hauptstadt Europas.

### Guimarães 2026
2026 ist Guimarães Grüne Hauptstadt Europas.